# Der Sonntag, an dem ich Weltmeister wurde
Der Sonntag, an dem ich Weltmeister wurde ist eine Erzählung von Friedrich Christian Delius.
Die autobiografische Erzählung erschien 1994 und wurde ins Englische, Französische, Dänische, Italienische, Niederländische und Schwedische übersetzt. Es gibt zwei Hörbücher, eines wurde von Jürgen Uter und das andere von Peter Lohmeyer eingelesen.

## Handlung
Die Handlung umfasst die Erlebnisse eines 11-jährigen Jungen im hessischen Dorf Wehrda am 4. Juli 1954, dem Tag, an dem Deutschland die Fußball-Weltmeisterschaft gewann.
Die Erzählung ist aus der Perspektive des Jungen geschrieben. Dieser wächst in einem christlichen Haushalt auf. Sein Vater ist Pfarrer.
Zu Beginn der Handlung wird der Junge um sieben Uhr von den Kirchenglocken geweckt. Nun durchläuft er einen für ihn typischen Ablauf eines Sonntags. So werden das Frühstück, der Gottesdienstbesuch, das Mittagessen und der Mittagsschlaf detailliert beschrieben. Darin eingebaut werden Gedanken des Jungen, wodurch der Leser erfährt, dass er stottert, Schuppenflechte hat und kein Blut sehen kann. Er scheint unter dem damals üblichen autoritären Erziehungsstil zu leiden. Es wird dabei auch deutlich, dass er gegenüber protestantischen Ritualen und Inhalten teilweise kritisch eingestellt ist.
Während der gesamten Handlung freut sich der Junge auf die anstehende Radioübertragung des Endspiels zwischen Ungarn und Deutschland. Im letzten Drittel des Buches beschreibt Delius die Radioübertragung und wie der Junge diese alleine im Arbeitszimmer empfindet. Dabei fällt dem Jungen das religiöse Vokabular des Radiokommentators Herbert Zimmermann auf, das ihn teils sogar ängstigt. So fragt sich beispielsweise der Junge, ob er durchs Hören der Fußballreportage gegen das erste der Zehn Geboten verstoße, nachdem der Reporter den Torwart Toni Turek „Fußballgott“ genannt hat. Die Radioreportage empfindet der Junge als „unerhörten Gottesdienst“.
Durch das Fußballhören erlangt der Junge neues Selbstbewusstsein und ihm gelingt eine Flucht aus dem „Vaterkäfig“. Ein Hinweis darauf ist die Tatsache, dass er zu stottern aufhört.
Das Buch endet damit, dass der Junge kurz nach dem Sieg draußen auf dem Kirchenplatz seine Freunde trifft. Dabei bezeichnet er sich als „de[n] Glücklichste[n] von allen, glücklicher vielleicht als Werner Liebrich oder Fritz Walter“.